# Alexander Hamilton
Alexander Hamilton (Charlestown (Nevis), 11 januari 1755 of 1757 – New York, 12 juli 1804) was een Amerikaans politicus, militair, advocaat en econoom. Hij was de eerste minister van Financiën ("secretary of the Treasury"). Zijn economische uitgangspunten vormden een belangrijke basis waardoor de Amerikaanse economie zich snel kon ontwikkelen en de gevolgen van zijn keuzes zijn tot de dag van vandaag merkbaar. Zijn portret staat op het Amerikaanse $10-biljet.

## Levensloop

### Jeugd
Zijn moeder had haar eerste man verlaten zonder officieel te scheiden. Zij ontmoette James Hamilton en met hem kreeg ze twee zonen, Alexander en James. Hamilton werd geboren op het eiland Nevis, destijds een Britse kolonie in West-Indië. Zijn vader James liet het gezin in de steek en zijn moeder overleed in 1768. Zijn vroege jeugd bracht hij door op het Nederlandse St. Eustatius, buureiland van Nevis. Hij verhuisde later naar St. Croix (nu Amerikaanse Maagdeneilanden) waar hij werd geadopteerd door een lokale koopman. Vervolgens viel hij op door een essay dat hij publiceerde in de Royal Danish-American Gazette, een gedetailleerd verslag van een orkaan die het eiland trof. Zijn essay maakte indruk op de lokale leiders die geld bij elkaar legden zodat hij in de Dertien koloniën kon studeren.

### Amerikaanse revolutie
Hamilton begon zijn studie in 1773 aan King's College in New York, de voorloper van de Columbia-universiteit. Hij raakte al snel betrokken bij het koloniale verzet tegen de Britten en publiceerde verschillende artikelen waarin hij zich uitsprak voor de revolutionaire zaak. Tegelijk verzette hij zich tegen het openlijke geweld tegen de Loyalisten. Zo zou hij een groep patriotten lang genoeg hebben tegengehouden door op hen in te praten, dat het hoofd van King's College genoeg tijd had om te ontsnappen.
Kort na de uitbraak van de Onafhankelijkheidsoorlog voegde Hamilton en veel van zijn medestudenten zich bij de militie van de staat New York. In zijn eigen tijd verdiepte hij zich in militaire geschiedenis en tactieken en hij maakte snel carrière. Samen met een aantal strijdmakkers veroverde hij een aantal kanonnen op de Britten en zodoende werd hun afdeling omgevormd tot een artillerieregiment, met Hamilton aan het hoofd in de rang van kapitein. In die hoedanigheid vocht hij mee in de Slag bij White Plains en de Slag bij Trenton. Vervolgens werd de jonge kapitein verschillende keren gevraagd om als assistent van verschillende generaals te dienen. Hamilton weigerde dit omdat hij dacht dat de snelste manier om carrière te maken was door glorie te verwerven op het slagveld. Toen de vraag kwam om generaal George Washington te assisteren in de rang van luitenant-kolonel, kon hij echter niet weigeren.
Als Washingtons persoonlijke assistent vervulde Hamilton een centrale positie. Hij correspondeerde met het Congres, gouverneurs, Continentaal Leger en invloedrijke tijdgenoten als John Laurens en Marquis de La Fayette. Hij stelde veel van de brieven en orders van generaal Washington op en gaf soms zelfs orders uit in naam van Washington onder zijn eigen handtekening. Toen duidelijk werd dat het einde van de oorlog naderde wilde Hamilton weer in actieve dienst gaan, omdat er anders weinig mogelijkheden voor militaire glorie zouden komen. Hij kreeg een reprimande van generaal Washington en gebruikte dat als excuus om na vier jaar op te stappen. In juli 1781 benoemde de generaal hem tot hoofd van een infanteriebataljon. Tijdens de beslissende Slag bij Yorktown gaf hij leiding aan drie bataljons. Nadat de Britten zich hadden overgegeven en daarmee een einde was gekomen aan hun massale militaire aanwezigheid in Noord-Amerika trok Hamilton zich uit het leger terug.

### Lid van het Continentaal Congres

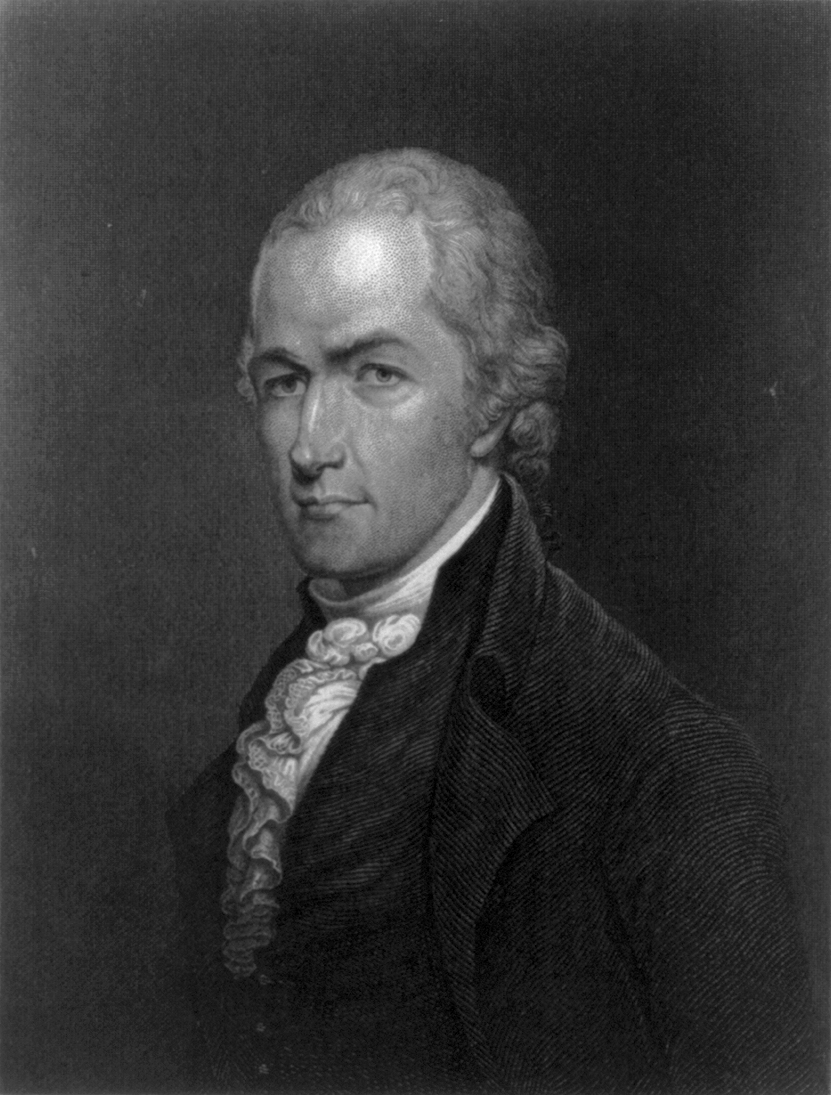
Hamilton, naar een gravure van Prud'homme

De staat New York vaardigde Hamilton in 1782 af naar het Continentaal Congres. Daar werd hij al direct een opponent van voorzitter Thomas Jefferson. Hamilton was een vurige voorstander van een federale overheid met een sterk centraal gezag, en Jefferson voelde daar niets voor. Hij zag dat als bedreiging voor de pas verworven vrijheid en beschuldigde Hamilton ervan, dat deze de onderdrukking van de vrijheid door de Engelse koning wilde vervangen door een onderdrukking van de vrijheid door een federale regering. Onder de Articles of Confederation had het Congres weinig macht. Voor de uitvoering van zijn (oorlogs)plannen was het grotendeels afhankelijk van de financiële welwillendheid van de individuele staten. Het Congres mocht geen belasting innen en het was daardoor niet goed in staat het Continentaal Leger structureel te steunen met voedsel, munitie en uitbetaling van lonen.
Een amendement van Thomas Burke in februari 1781 op de Articles of Confederation, waardoor de federale overheid op alle goederen vijf procent importheffing mocht vragen, moest door de staten geratificeerd worden, maar werd door Rhode Island afgewezen. Hamilton haalde het Congres over om een delegatie naar Rhode Island te sturen om haar over te halen alsnog te ratificeren. De intrekking van Virginia van haar eigen ratificatie maakte een einde aan de onderhandelingen.
Intussen begonnen ontevreden soldaten steeds meer een bedreiging te vormen voor de stabiliteit in de jonge republiek. Een groep officieren ging in 1782 langs bij het Congres om  achterstallig loon op te eisen. Verschillende Congresleden, onder wie Robert Morris en Gouverneur Morris, wilden de onvrede gebruiken om de staten tot meer financiële steun aan de federale overheid te dwingen. Andere oplossingen wezen zij af. Generaal Washington liet Hamilton weten dat hij het leger niet moest gebruiken voor zijn eigen politieke doeleinden. Uiteindelijk loste het Congres het probleem op door tijdelijk belasting te heffen op importproducten, voor een periode van 25 jaar. Daarmee zou er voldoende geld zijn om alle soldaten uit te betalen. Dit voorstel moest echter opnieuw geratificeerd worden en weer besloot Rhode Island dat niet te doen. Een groep soldaten trok in juni 1783 op naar Philadelphia. Het Congres week vervolgens uit naar Princeton, New Jersey.
Hamilton stapte in juli 1783 op als lid van het Congres en keerde terug naar New York. Daar begon hij een eigen advocatenpraktijk. In 1784 richtte hij de Bank van New York op. In 2007 werd dit The Bank of New York Mellon (BNY Mellon) na een fusie van The Bank of New York en Mellon Financial Corporation. In 1786 werd hij afgevaardigd naar de Annapolisconventie. Deze bijeenkomst vormde de opstap tot de Constitutional Convention van 1787. Met James Madison (Philo) en John Jay (Publius) schreef hij onder de naam Caesar de beroemd geworden artikelen over de Amerikaanse Grondwet, die gebundeld werden onder de naam de Federalist Papers.

### Minister van Financiën
In het eerste kabinet van George Washington werd Hamilton minister van Financiën (Secretary of the Treasury). Hij was voorstander van een sterke federale overheid. Daarmee stond hij lijnrecht tegenover minister van Buitenlandse Zaken Thomas Jefferson die juist vond dat de macht bij de individuele staten moest liggen. Deze beklemtoning van de federale regering wekte weerstand bij de verdedigers van de rechten van de afzonderlijke staten en zo ontstond vanuit deze tegenstelling het Amerikaanse partijwezen. Hamilton en zijn aanhangers werden de Federalisten genoemd en daartegenover stonden de Democratisch-Republikeinen van Jefferson.
In september 1789 werd Hamilton gevraagd een rapport te schrijven over de financiële situatie in het land, het werden er vier. Het eerste verscheen op 14 januari 1790 en ging in op de schuldenpositie. Op 13 december van hetzelfde jaar verscheen het tweede rapport over de inkomsten van de overheid, voornamelijk accijnzen, en het derde rapport met het voorstel om een centrale bank op te richten. Op 5 december 1791 verscheen zijn vierde en laatste rapport over de economische ontwikkeling van de industrie.

#### Schulden
Hamilton zag als een belangrijke voorwaarde voor een sterke federale regering dat zij ook financieel geloofwaardig was en daar was een gezonde financiële basis voor nodig. De individuele staten hadden op dat moment voor miljoenen aan schulden openstaan. Hamilton besloot dat de Amerikaanse overheid die schulden zou overnemen, waarmee ook haar macht zou toenemen. Niet alle staten waren blij met deze oplossing. Virginia was bijvoorbeeld schuldenvrij en zou niet profiteren van het nieuwe voorstel, terwijl een staat als South Carolina, die juist had verzaakt de financiën op orde te brengen, veel profijt van het voorstel. Als compromis werd besloten dat de nieuw te stichten hoofdstad vanaf 1800 in Virginia of Maryland zou komen te liggen.

#### Inkomsten
Accijnzen waren de belangrijkste bron van inkomsten voor de federale overheid. Daarmee kon tevens de interne markt worden beschermd. In 1794 leidde dit tot de zogeheten Whiskey-opstand. Boeren in een groot deel van het westen van Pennsylvania jaagden ambtenaren van hun erf die de accijnzen kwamen innen. Dit waren veelal veteranen van de Onafhankelijkheidsoorlog die vonden dat zij opkwamen voor dezelfde idealen als in die oorlog, namelijk vrij zijn van een federale overheid. President Washington greep snel in en stuurde een leger van vijftienduizend man, waaronder Hamilton, naar Pennsylvania. Nog voordat het tot een grootschalig gewapend treffen kwam legden de opstandelingen hun wapens neer. Door het neerslaan van de opstand nam het gezag van de federale overheid sterk toe.

#### Centrale Bank
Hamilton stelde verder een centrale bank voor, naar het model van de Bank of England. Het startkapitaal van US$ 10 miljoen kwam voor een vijfde van de overheid en de rest van particulieren. De National Bank kreeg publieke taken, zoals het in circulatie brengen van papiergeld, schatkistbewaarder voor de overheid, verstrekken van kredieten en helpen bij de verkoop van staatsobligaties. Het bestuur bestond uit een raad met 25 leden, waarvan de meerderheid de particuliere aandeelhouders zou vertegenwoordigden. Voor de oprichting waren er slechts drie banken actief in het land, de Bank of North America, Bank of New York en Bank of Massachusetts.
Het wetsvoorstel werd zonder grote problemen door de Senaat aangenomen, maar in het Huis van Afgevaardigden was meer weerstand. Hamilton werd verweten de belangen van het noordoosten te laten prevaleren boven die van de zuidelijke staten die vooral met landbouw hun geld verdienden. Met de verhuizing van de hoofdstad van Philadelphia naar Washington werd een deel van de bezwaren tegemoet gekomen. Het wetsvoorstel werd uiteindelijk aangenomen met 39 stemmen voor en 20 tegen op 8 februari 1791.
George Washington aarzelde om het wetsvoorstel te ondertekenen. Thomas Jefferson was een van de tegenstanders, hij betoogde dat de taken ook zonder de oprichting van een National Bank gerealiseerd konden worden. Jefferson zag de bank als een monopolist en dit was tegen de grondbeginselen van de Verenigde Staten. Hamilton wist dit bezwaar te pareren en Washington ondertekende de wet. De National Bank ging in 1791 van start voor een periode van 20 jaar, met de optie op verlenging als de ervaringen met de Bank positief zouden zijn. De bank voldeed aan de verwachtingen, maar het Amerikaanse Congres stemde in 1811 tegen een verlenging waardoor de bank ook bekend staat als The First bank of the United States.

#### Economische ontwikkeling
Het was zijn idee dat de belangen van het land en die van de industrie en handel samen moesten gaan, en dat daarvoor een sterk nationaal gezag nodig was. Zijn laatste rapport kreeg de titel Report on Manufactures. Hamilton stond een actieve overheid voor en dit was tegen de ideeën van Adam Smith die een zeer bescheiden rol voor de overheid als juiste weg zag. Hamilton zag niets in het Franse fysiocratisme, deze stroming van economische denkers verkondigde dat de rijkdom van een natie haar oorsprong vindt in de waarde van de voor landbouw beschikbare grond. Hamilton zag de potentie van de industrie en stelde daarom importheffingen op goederen die ook in de Verenigde Staten werden vervaardigd, maar niet op grondstoffen. De heffingen verhoogden de importprijs waarmee de lokale industrie een prijsvoordeel kreeg. De heffingen zouden de overheidsinkomsten verhogen en een deel kon worden gebruikt voor subsidies aan de opkomende industrie om deze te verstrekken. Het congres reageerde koel op het rapport en het werd niet in stemming gebracht. Achter de schermen werkte Hamilton door. In 1792 werden diverse importheffingen ingevoerd, maar het subsidievoorstel liet Hamilton liggen.

### Reynolds-affaire
Omdat Hamilton vond dat hij al zijn doelen bereikt had, kondigde hij in januari 1795 zijn aftreden aan. Na zijn ministerschap vestigde Hamilton zich als advocaat in New York, maar zijn politieke rol was zeker niet uitgespeeld. Intussen was hij echter betrokken geraakt bij een schandaal. In 1792 was hij vreemdgegaan met een zekere Maria Reynolds. Haar man kwam erachter en begon Hamilton financieel te chanteren. Toen hij gevangen werd gezet vanwege een opkoopschandaal lichtte meneer Reynolds drie van Hamiltons opponenten in het Congres, waaronder de latere president James Monroe, in over de affaire en beschuldigde Hamilton winst te maken met overheidsgeld. Toen Hamilton vervolgens geconfronteerd werd met de beschuldigingen erkende hij het vreemdgaan, maar wees de beschuldigingen van fraude af. Pas in de zomer van 1797 kwam het verhaal, dat voortaan bekend zou staan als de Reynolds-affaire, naar buiten. Hamilton gaf wederom alleen de affaire met Maria Reynolds toe, maar het verhaal was voer voor de kranten en Hamilton raakte zo beschadigd dat zijn publieke carrière voorbij leek.

### Onderbevelhebber van het leger
Op de achtergrond bleef Hamilton echter volop actief. Washingtons opvolger John Adams nam tevens diens voltallige kabinet over zonder wijzigingen aan te brengen. Die kabinetsleden - Oliver Wolcott jr. en James McHenry in het bijzonder - kregen echter voortdurend richtlijnen en adviezen van Hamilton, zonder dat Adams daar weet van had. Rond 1798  nam de dreiging op een oorlog met Frankrijk toe. Adams vroeg George Washington om terug te keren als hoofd van het leger. Washington wilde dat wel, maar alleen met Hamilton naast zich. Adams was daar tegen want hij wantrouwde hem sterk. Hij had echter het prestige van Washington nodig en stemde er toch mee in. Adams was bezorgd over Hamiltons ideeën. Deze had zich laten inspireren door de Venezolaan Francisco de Miranda die Spaans Florida en Louisiana en mogelijk heel Spaans Amerika wilde veroveren. De president was daarom opgelucht toen toenaderingspogingen tot Frankrijk effect hadden en ontbond zo snel mogelijk het leger. Vervolgens ontsloeg hij minister van Buitenlandse Zaken Timothy Pickering en minister van Oorlog McHenry, mede vanwege de nauwe banden die zij met Hamilton onderhielden.

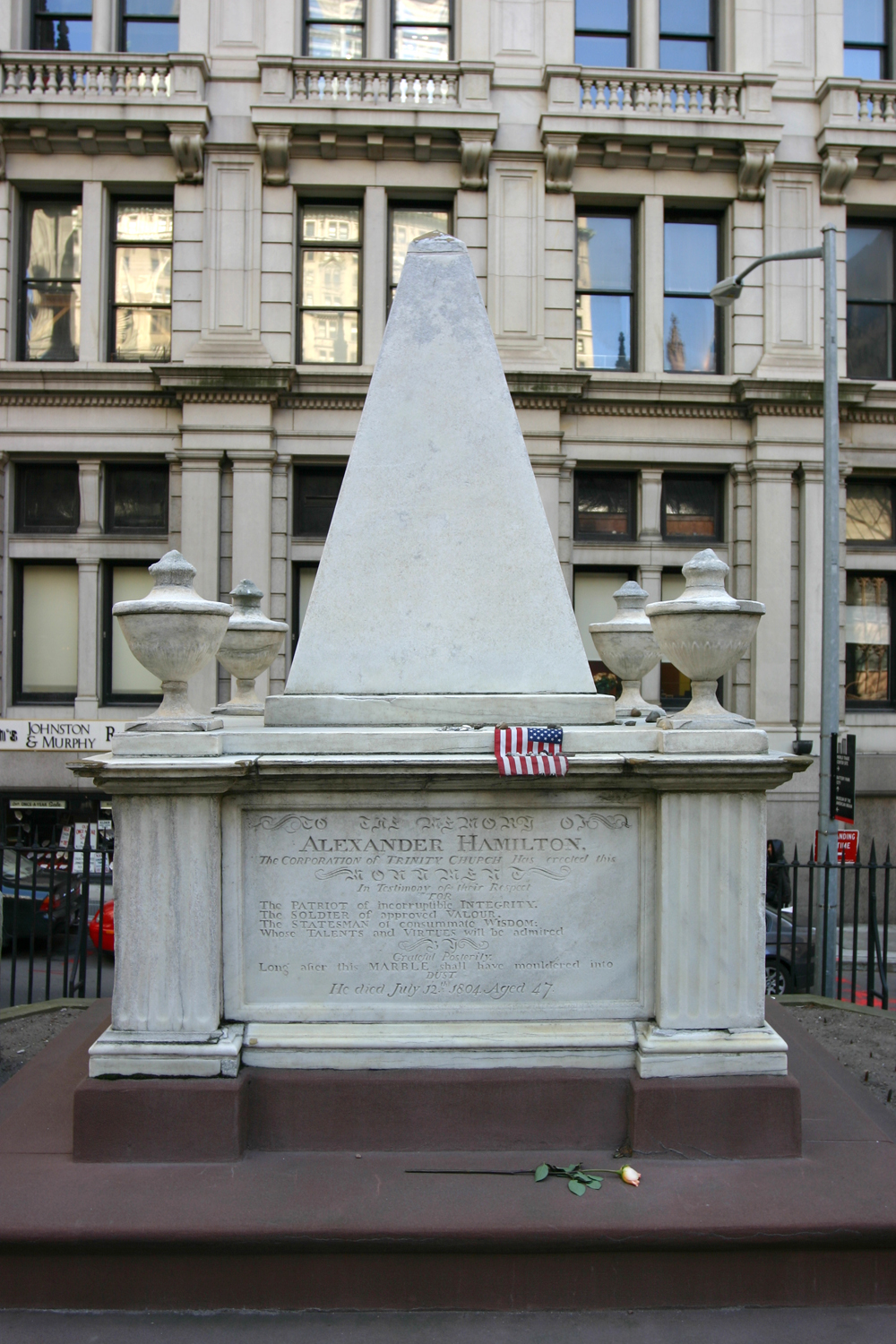
Het grafmonument van Alexander Hamilton in New York

In aanloop naar de presidentsverkiezingen van 1800 deed Hamilton er alles aan om te voorkomen dat Adams herkozen werd. Hij begon een persoonlijke smeercampagne achter de schermen en publiceerde een paar maanden voor de verkiezingen een pamflet waarin hij Adams' naam belasterde. Daarmee baande Hamilton, veelal tot afgrijzen van zijn eigen partijgenoten, de weg voor Jefferson als nieuwe president. Het nieuws van een definitief vredesakkoord met Frankrijk een paar dagen voor de verkiezingen kon daar niets aan veranderen.

### Dood
In aanloop naar de presidentsverkiezingen van 1804 werd het duidelijk dat president Jefferson zijn vicepresident Aaron Burr zou vervangen. Deze stelde zich daarom verkiesbaar voor het gouverneurschap van New York, maar verloor de verkiezing. Volgens Burr zou Hamilton zich zeer negatief over hem hebben uitgelaten. Een briefwisseling bracht de beide mannen niet dichter bij elkaar, integendeel zelfs. Burr daagde Hamilton uit voor een duel. Op duelleren stond in de staat New York de doodstraf, waardoor zij elkaar ontmoetten aan de andere kant van de Hudson in New Jersey. Ironisch genoeg had Hamiltons oudste zoon Philip daar drie jaar eerder in een duel het leven verloren. Voor zijn vader liep het niet anders af. Burr raakte hem bij het eerste schot en een dag later overleed Hamilton aan zijn verwondingen.
Hamiltons dood was een schok voor het land. Hij werd begraven op de begraafplaats van Trinity Church op Manhattan waar zijn graf nu een veel bezochte plek is.